# Villejuif-Gustave Roussy
Villejuif-Gustave Roussy è una stazione della linea 14 della metropolitana di Parigi.
Si trova nel comune di Villejuif.

## Storia
L'estensione della linea 14 del Grand Paris Express è stata inaugurata il 24 giugno 2024.
La stazione della linea 15 aprirà, insieme al primo lotto della linea, a fine 2026.